# Gongropteryx cinerascens
Gongropteryx cinerascens là một loài bướm đêm trong họ Geometridae.